# I’m Only Dancing (The Soul Tour 74)
I’m Only Dancing (The Soul Tour 74) — концертный альбом британского рок-музыканта Дэвида Боуи, выпущенный ограниченным тиражом 29 августа 2020 года ко Дню музыкального магазина в виде двойного LP и двойного CD. Материал, фигурирующий на пластинке, был записан во второй половине турне Diamond Dogs Tour (1974 год), которое получило прозвище «Soul Tour» из-за превалирования в его сет-листе еще не изданного, материала, который впоследствии был издан на альбоме Young Americans (1975). I’m Only Dancing стал первым официальным релизом содержащим записи из этого турне.

## Предыстория
Дэвид Боуи организовал одноимённый концертный тур в поддержку своего восьмого студийного альбома Diamond Dogs, первая часть которого длилась с 14 июня по 20 июля 1974 года. Тур, разработанный и организованный совместно с Крисом Лэнгартом, включал тщательно продуманные декорации, дизайн которых был вдохновлён фильмами «Метрополис» Фрица Ланга (1927) и «Кабинет доктора Калигари» Роберта Вине (1920), стоимость которых составила 250 000 долларов. Вторая часть турне, продлившаяся со 2 сентября по 1 декабря 1974 года, получила прозвище «Soul Tour» из-за влияния соул-музыки, которую Боуи начал записывать для альбома Young Americans в августе. На фоне этого шоу были сильно изменены, в них больше не использовались сложные декорации, отчасти из-за того, что Боуи устал от их дизайна и хотел исследовать новое звучание своей будущей пластинки. Также был обновлен состав гастрольной группы, в него вошли музыканты, участвующие в записи Young Americans. Песни из предыдущей части турне были заменены на новые (некоторые из Young Americans). Ранее было выпущено два концерта из первой части турне, David Live и Cracked Actor (Live Los Angeles ’74)), в 1974 и 2017 годах соответственно. Таким образом, I’m Only Dancing (The Soul Tour 74) стал первым официальным релизом материала записанного во второй части турне — «Soul Tour».

## Запись
Бо́льшая часть материала из I’m Only Dancing (The Soul Tour 74) была записана 20 октября 1974 года во время концерта в Michigan Palace (Детройт), за исключением трёх композиций, в том числе «Knock on Wood» и попурри из «Footstompin'» / «I Wish I could Shimmy Like My Sister Kate» / «Footstompin'» и «Diamond Dogs» / «It’s Only Rock 'n Roll (But I Like It)» / «Diamond Dogs», которые были записаны 30 ноября 1974 года во время шоу в Municipal Auditorium Нэшвилла. По сведениям журнала Rolling Stone, обложка альбома отражает оригинальный дизайн программок этих двух концертов.

## Список композиций

### Грампластинка
Слова и музыка всех песен — написаны Дэвидом Боуи, за исключением отмеченных.
| №  | Название                                   | Автор(ы)                                        | Длительность |
| -- | ------------------------------------------ | ----------------------------------------------- | ------------ |
| 1. | «Introduction / Memory of a Free Festival» |                                                 | 0:30         |
| 2. | «Rebel Rebel»                              |                                                 | 2:46         |
| 3. | «John, I’m Only Dancing (Again)»           |                                                 | 6:34         |
| 4. | «Sorrow»                                   | Боб Фельдман, Джерри Голдштейн, Ричард Готтерер | 3:12         |
| 5. | «Changes»                                  |                                                 | 3:28         |
| 6. | «1984»                                     |                                                 | 2:51         |

| №  | Название                        | Автор(ы)                 | Длительность |
| -- | ------------------------------- | ------------------------ | ------------ |
| 1. | «Moonage Daydream»              |                          | 5:04         |
| 2. | «Rock ’n’ Roll with Me»         | Боуи, Уоррен Пис         | 5:04         |
| 3. | «Love Me Do» / «The Jean Genie» | Леннон — Маккартни, Боуи | 6:32         |
| 4. | «Young Americans»               |                          | 4:45         |

| №  | Название                     | Длительность |
| -- | ---------------------------- | ------------ |
| 1. | «Can You Hear Me?»           | 5:54         |
| 2. | «It's Gonna Be Me»           | 6:53         |
| 3. | «Somebody Up There Likes Me» | 5:31         |
| 4. | «Suffragette City»           | 3:49         |

| №  | Название                                                                          | Автор(ы)                                               | Длительность |
| -- | --------------------------------------------------------------------------------- | ------------------------------------------------------ | ------------ |
| 1. | «Rock ’n’ Roll Suicide»                                                           |                                                        | 5:55         |
| 2. | «Panic in Detroit»                                                                |                                                        | 4:29         |
| 3. | «Knock on Wood» (*)                                                               | Эдди Флойд, Стив Кроппер                               | 2:58         |
| 4. | «Footstompin’» / «I Wish I Could Shimmy Like My Sister Kate» / «Footstompin’» (*) | Аарон Коллинз, Анде Рэнд, Арман Пирон, Кларенс Уильямс | 3:08         |
| 5. | «Diamond Dogs» / «It’s Only Rock ’n Roll (But I Like It)» / «Diamond Dogs» (*)    | Боуи, Джаггер — Ричардс                                | 6:57         |

### Компакт-диск
| №   | Название                                   | Автор(ы)                                        | Длительность |
| --- | ------------------------------------------ | ----------------------------------------------- | ------------ |
| 1.  | «Introduction / Memory of a Free Festival» |                                                 |              |
| 2.  | «Rebel Rebel»                              |                                                 |              |
| 3.  | «John, I’m Only Dancing (Again)»           |                                                 |              |
| 4.  | «Sorrow»                                   | Боб Фельдман, Джерри Голдштейн, Ричард Готтерер |              |
| 5.  | «Changes»                                  |                                                 |              |
| 6.  | «1984»                                     |                                                 |              |
| 7.  | «Moonage Daydream»                         |                                                 |              |
| 8.  | «Rock ’n’ Roll with Me»                    | Боуи, Уоррен Пис                                |              |
| 9.  | «Love Me Do» / «The Jean Genie»            | Леннон — Маккартни, Боуи                        |              |
| 10. | «Young Americans»                          |                                                 |              |

| №  | Название                                                                          | Автор(ы)                                               | Длительность |
| -- | --------------------------------------------------------------------------------- | ------------------------------------------------------ | ------------ |
| 1. | «Can You Hear Me?»                                                                |                                                        |              |
| 2. | «It’s Gonna Be Me»                                                                |                                                        |              |
| 3. | «Somebody Up There Likes Me»                                                      |                                                        |              |
| 4. | «Suffragette City»                                                                |                                                        |              |
| 5. | «Rock 'n' Roll Suicide»                                                           |                                                        |              |
| 6. | «Panic in Detroit»                                                                |                                                        |              |
| 7. | «Knock on Wood» (*)                                                               | Эдди Флойд, Стив Кроппер                               |              |
| 8. | «Footstompin’» / «I Wish I Could Shimmy Like My Sister Kate» / «Footstompin’» (*) | Аарон Коллинз, Анде Рэнд, Арман Пирон, Кларенс Уильямс |              |
| 9. | «Diamond Dogs» / «It’s Only Rock ’n Roll (But I Like It)» / «Diamond Dogs» (*)    | Боуи, Джаггер — Ричардс                                |              |

- Материал записан в Michigan Palace[англ.], Детройт, 20 октября 1974 года.
- Треки, отмеченные знаком *, записаны в Municipal Auditorium, Нэшвилл, 30 ноября 1974 года.

## Участники записи
Данные взяты с сайта davidbowie.com.
- Дэвид Боуи – ведущий вокал, 12-струнная акустическая гитара, губная гармоника
- Эрл Слик – гитара
- Карлос Аломар – гитара
- Майк Гарсон – фортепиано, меллотрон
- Дэвид Сэнборн – альтовый саксофон, флейта
- Пабло Росарио — перкуссия
- Эмир Ксасан – бас
- Деннис Дэвис – ударные
- Уоррен Пис – бэк-вокал
- Энтони Хинтон — бэк-вокал
- Лютер Вандросс – бэк-вокал
- Ава Черри — бэк-вокал
- Робин Кларк — бэк-вокал
- Дайан Самлер — бэк-вокал

## Чарты
| Чарт (2020)                        | Высшая позиция |
| ---------------------------------- | -------------- |
| Венгрия (MAHASZ)                   | 16             |
| Шотландия (Scottish Albums Chart)  | 10             |
| UK Albums (OCC)                    | 18             |
| Billboard 200                      | 104            |
| Top Alternative Albums (Billboard) | 12             |
| Top Rock Albums (Billboard)        | 16             |